# Diócesis de Krk
La diócesis de Krk (en latín: Dioecesis Veglen(sis) y en croata: Krčka biskupija) es una circunscripción eclesiástica latina de la Iglesia católica en Croacia, sufragánea de la arquidiócesis de Rijeka. La diócesis tiene al obispo Ivica Petanjak, O.F.M.Cap. como su ordinario desde el 24 de enero de 2015. 

## Territorio y organización

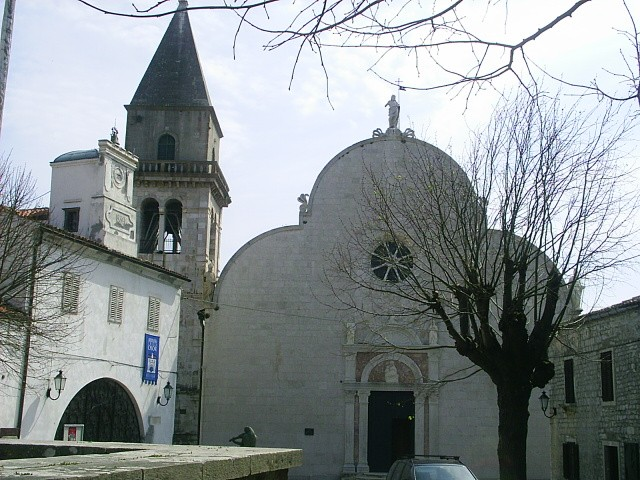
Excatedral de la Asunción de María, Osor

La diócesis tiene 1119 km² y extiende su jurisdicción sobre los fieles católicos de rito latino residentes en las islas Kvarner y una parte de la isla de Pag.
La sede de la diócesis se encuentra en Krk, en donde se halla la Catedral de la Asunción de María. En Osor se encuentra la excatedral de la Asunción de María y en Rab la excatedral de la Asunción de la Virgen María.
En 2019 en la diócesis existían 51 parroquias.

## Historia
La diócesis de Veglia (nombre en italiano de Krk) probablemente fue erigida en el siglo X. El primer obispo que conocemos es Vitalis, que participó en el sínodo de Split en 1000.
Originalmente, la diócesis era sufragánea de Split, pero en 1146 el papa Eugenio III la asignó a la provincia eclesiástica de Zadar.
De 1531 a 1613 los obispos de Veglia también administraron la diócesis de Scardona, vacante tras la conquista otomana.
En 1822, con la bula Inter multiplices, se confió al obispo de Veglia la administración de la diócesis de Ossero (nombre en italiano de Oser), que tenía jurisdicción sobre las islas de Cres y Lošinj.
Con la bula Locum beati Petri del papa León XII del 30 de julio de 1828 se suprimieron las diócesis de Arbe y de Ossero y su territorio se incorporó a la diócesis de Veglia.
El 27 de julio de 1830, como resultado de la bula Insuper eminenti Apostolicae dignitatis del papa Pío VIII, se convirtió en sufragánea de la arquidiócesis de Gorizia.
El 6 de enero de 1963, en virtud del decreto In Dalmatiae de la Congregación para los Obispos, las islas de Cres, Lošinj, Unije, Vele Srakane, Male Srakane, Susak y Ilovik fueron quitadas de la arquidiócesis de Zadar y anexadas a la diócesis de Veglia.
El 27 de julio de 1969 pasó a formar parte de la provincia eclesiástica de Rijeka.

## Estadísticas
De acuerdo al Anuario Pontificio 2020 la diócesis tenía a fines de 2019 un total de 34 795 fieles bautizados.
| Año                                                                             | Población            | Población | Población      | Sacerdotes | Sacerdotes    | Sacerdotes    | Bautizados por sacerdote | Diáconos permanentes | Religiosos | Religiosos | Parroquias |
| Año                                                                             | Bautizados católicos | Total     | % de católicos | Total      | Clero secular | Clero regular | Bautizados por sacerdote | Diáconos permanentes | Varones    | Mujeres    | Parroquias |
| ------------------------------------------------------------------------------- | -------------------- | --------- | -------------- | ---------- | ------------- | ------------- | ------------------------ | -------------------- | ---------- | ---------- | ---------- |
| 1950                                                                            | 35 000               | 35 000    | 100.0          | 87         | 71            | 16            | 402                      |                      | 7          | 35         | 29         |
| 1970                                                                            | 36 000               | 38 000    | 94.7           | 80         | 56            | 24            | 450                      |                      | 30         | 94         | 51         |
| 1980                                                                            | 32 000               | 34 000    | 94.1           | 75         | 52            | 23            | 426                      |                      | 28         | 93         | 50         |
| 1990                                                                            | 28 618               | 37 671    | 76.0           | 67         | 48            | 19            | 427                      |                      | 22         | 99         | 50         |
| 1999                                                                            | 34 984               | 40 382    | 86.6           | 69         | 44            | 25            | 507                      |                      | 25         | 86         | 51         |
| 2000                                                                            | 35 507               | 39 938    | 88.9           | 69         | 44            | 25            | 514                      |                      | 25         | 81         | 51         |
| 2001                                                                            | 34 712               | 39 137    | 88.7           | 69         | 46            | 23            | 503                      |                      | 24         | 81         | 51         |
| 2002                                                                            | 35 029               | 39 667    | 88.3           | 71         | 43            | 28            | 493                      |                      | 29         | 83         | 51         |
| 2003                                                                            | 37 021               | 41 563    | 89.1           | 73         | 46            | 27            | 507                      |                      | 29         | 78         | 51         |
| 2004                                                                            | 36 824               | 41 303    | 89.2           | 70         | 47            | 23            | 526                      |                      | 25         | 83         | 51         |
| 2013                                                                            | 35 499               | 40 447    | 87.8           | 79         | 56            | 23            | 449                      |                      | 24         | 86         | 51         |
| 2016                                                                            | 34 349               | 40 124    | 85.6           | 80         | 58            | 22            | 429                      |                      | 23         | 68         | 51         |
| 2019                                                                            | 34 795               | 40 304    | 86.3           | 77         | 53            | 24            | 451                      |                      | 25         | 73         | 51         |
| Fuente: Catholic-Hierarchy, que a su vez toma los datos del Anuario Pontificio. |                      |           |                |            |               |               |                          |                      |            |            |            |

## Episcopologio
- Vitale † (1000-después de 1030)
- Gregorio † (1050-1069)
  - Cededa † (?-1065 falleció) (antiobispo)
- Pietro † (1069-1094)
- Domenico † (circa 1106-después de 1133)
- Pietro II † (1153)
- Dabro † (1170-después de 1179)
- Giovanni I † (1186-después de 1188)
  - Anonimo † (mencionado en 1212)
  - Anonimo † (mencionado en 1252)
- Marino † (1270-circa 1290 falleció)
- Lamberto, O.F.M. † (8 de marzo de 1290-25 de mayo de 1297 nombrado obispo de Aquino)
- Girolamo † (1297-1298)
- Matteo, O.F.M. † (1299-? falleció)
- Tommaso I, O.F.M. † (13 de agosto de 1302-circa 1311 falleció)
- Jacopo Bertaldo (antes del 26 de agosto de 1313-3 de abril de 1315 falleció)[5]
- Bongiovanni † (circa 1315-después de 1326)
- Lompradio † (mencionado en 1330)
- Nicolò I † (1332-?)
- Giovanni II † (2 de julio de 1358-?)
- Giovanni III † (7 de octubre de 1360-?)
- Tommaso II † (5 de marzo de 1389-? falleció)
- Nicolò II † (21 de abril de 1421-1435 falleció)
- Angelo da Bologna, O.P. † (8 de octubre de 1436-? falleció)
- Francesco, O.F.M. † (2 de diciembre de 1444-29 de octubre de 1456 nombrado obispo de Corbavia)
- Niccolò Valentini † (29 de abril de 1457-1484 falleció)
- Donato della Torre † (17 de diciembre de 1484-1515 nombrado obispo de Bosnia)
- Natale della Torre † (16 de marzo de 1515-1528 renunció)
- Eusebio Priuli † (9 de octubre de 1528-1530 falleció)
- Giovanni Rosa † (23 de abril de 1531-1549 falleció)
- Alberto Gliričić, O.P. † (19 de marzo de 1550-1564 falleció)
- Pietro Bembo † (16 de octubre de 1564-23 de julio de 1589 falleció)
- Giovanni della Torre † (25 de septiembre de 1589-1623 falleció)
- Alvise Lippomano † (10 de mayo de 1623-1640 falleció)
- Costantino de Rossi, C.R.S. † (13 de agosto de 1640-1653 falleció)
- Giorgio Giorgicci † (22 de septiembre de 1653-de febrero de 1660 falleció)
- Francesco de Marchi † (21 de junio de 1660-1 de noviembre de 1667 falleció)
- Teodoro Gennaro, O.F.M. † (9 de abril de 1668-circa 1681 falleció)
- Stefano David † (19 de junio de 1684-1687 falleció)
- Baldassarre Nosadini † (31 de mayo de 1688-de julio de 1712 falleció)
- Pietro Paolo Calorio, C.R.S. † (13 de febrero de 1713-31 de julio de 1717 falleció)
- Vincenzio Lessio † (2 de octubre de 1719-de agosto de 1729 falleció)
- Giovanni Federico Orsini Rosa † (23 de diciembre de 1729-19 de diciembre de 1738 nombrado obispo de Nona)
- Pietro Antonio Zuccari † (26 de enero de 1739-de junio de 1778 falleció)
- Diodato Maria Difnico, C.R.L. † (28 de septiembre de 1778-de agosto de 1788 falleció)
- Giacinto Ignazio Pellegrini, O.P. † (30 de marzo de 1789-de octubre de 1792 falleció)
- Ivan Antun Sintić † (3 de diciembre de 1792-9 de mayo de 1837 falleció)
  - Sede vacante (1837-1839)
- Bartol Bozanić † (8 de julio de 1839-23 de agosto de 1854 falleció)
- Ivan Josip Vitezić † (23 de marzo de 1855-4 de septiembre de 1877 falleció)
- Franjo Anijan Ferrettić † (27 de febrero de 1880-19 de marzo de 1893 falleció)
- Andrija Marija Sterk † (18 de mayo de 1894-25 de junio de 1896 nombrado obispo de Trieste y Capodistria)
- Anton Mahnič † (3 de diciembre de 1896-30 de diciembre de 1920 falleció)
- Josip Srebrnič † (15 de septiembre de 1923-21 de junio de 1966 falleció)
- Karmelo Zazinović † (16 de enero de 1968 por sucesión-14 de noviembre de 1989 retirado)
- Josip Bozanić (14 de noviembre de 1989 por sucesión-5 de julio de 1997 nombrado arzobispo de Zagreb)
- Valter Župan (31 de enero de 1998-24 de enero de 2015 retirado)
- Ivica Petanjak, O.F.M.Cap., desde el 24 de enero de 2015